# مختصات دوقطبی

دستگاه مختصات دوقطبی

مختصات دوقطبی (انگلیسی: Bipolar coordinates) یک دستگاه مختصات متعامد در فضای دوبعدی است. دو گونهٔ معمول دستگاه مختصات دوقطبی تعریف می‌شود. اولی بر اساس دوایر آپولونیوسی است. منحنی‌های ثابت σ و τ دایره‌هایی هستند که در زوایای راست همدیگر را قطع می‌کنند. دستگاه مختصات دو کانون {\displaystyle F_{1}} و {\displaystyle F_{2}} دارد که به ترتیب در (−a, 0) و (a, 0)، روی محور xهای دستگاه مختصات دکارتی ثابتند. گونهٔ دوم دستگاه مختصات دوقطبی دومرکزی است. گونهٔ سومی هم هست که بر اساس دو قطب ایجاد می‌شود و به مختصات دوزاویه‌ای موسوم است.
عبارت دوقطبی گاه برای توصیف منحنی‌هایی که دو کانون دارند (مثل بیضی و هذلولی) به کار می‌رود. بااین‌حال عبارت مختصات دوقطبی صرفاً برای دستگاهی که شرح آن رفت به کار می‌رود و برای اشاره به دستگاه‌های مختصات مرتبط با دیگر منحنی‌ها (مانند دستگاه مختصات دائرةالبروجی که بر اساس بیضی است) به کار نمی‌رود.

## تعریف
معمول‌ترین تعریف مختصات دوقطبی (σ, τ) عبارت است از:
{\displaystyle x=a\ {\frac {\sinh \tau }{\cosh \tau -\cos \sigma }}}
{\displaystyle y=a\ {\frac {\sin \sigma }{\cosh \tau -\cos \sigma }}}
که در آن مختصات σ نقطهٔ P برابر زاویه F1 P F2 است، و مختصات τ آن برابر لگاریتم طبیعی نسبت فاصله d1 و d2 به کانون
{\displaystyle \tau =\ln {\frac {d_{1}}{d_{2}}}}
(فراموش نشود که F1 و F2 به‌ترتیب در (−a, 0) و (a, 0)قرار دارند) توجه شود که بازه σ از -π/۲ تا π/۲است و بازه τ از {\displaystyle -\infty } تا {\displaystyle \infty }. همین‌طور
{\displaystyle x+iy=ai\cot \left({\frac {\sigma +i\tau }{2}}\right)}